# سلطان سیف
سلطان سیف (انگلیسی: Sultan Saif؛ زادهٔ ۱۰ ژوئن ۱۹۹۳ – درگذشته ۱۵ اکتبر ۲۰۲۰) بازیکن فوتبال اهل امارات متحده عربی بود. وی در روز پنج شنبه مصادف با ۲۴ مهر سال ۹۹ در یک تصادف رانندگی درگذشت.